# Gian Pietro Tagliaferri
Gian Pietro Tagliaferri detto Pepo (Livorno, 20 luglio 1959 – Carrara, 21 novembre 2006) è stato un calciatore e allenatore di calcio italiano, di ruolo centrocampista.
È morto a 47 anni in un incidente stradale nei pressi di Carrara.

## Carriera
Ha giocato in Serie A nelle file di Bologna, Avellino e Udinese (135 presenze e 7 reti complessive in massima serie) oltre che in Serie B con la SPAL, l'Udinese e il Taranto (120 presenze e 3 reti in cadetteria) ed in Serie C con il Livorno dove era cresciuto calcisticamente.
È stato capitano dell'Avellino negli anni della Serie A. Il suo gol segnato nel corso del campionato 1983-1984 durante la partita Avellino-Roma all'ultimo secondo regalò il pareggio ai biancoverdi compromettendo il campionato dei giallorossi.